# Anna Boch
Anna Rosalie Boch (Saint-Vaast, 10 de fevereiro de 1848 – Bruxelas, 25 de fevereiro de 1936)  foi uma pintora pós-impressionista belga.

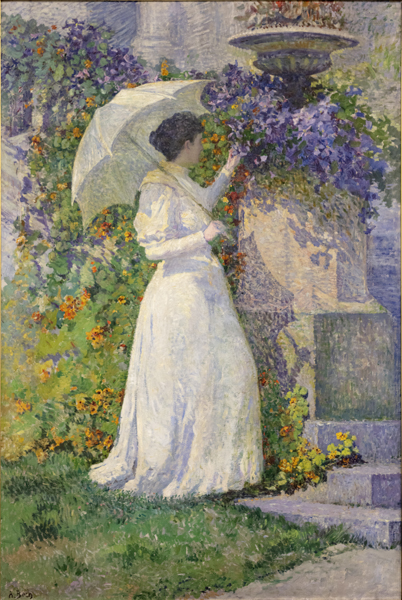
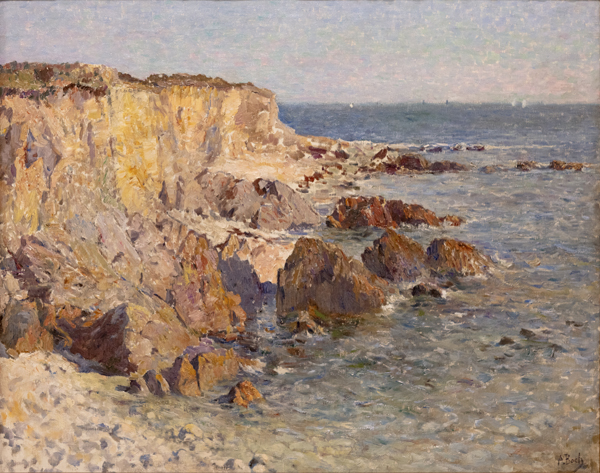
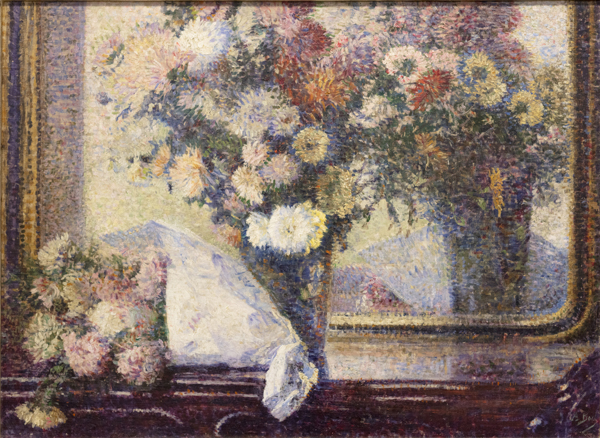
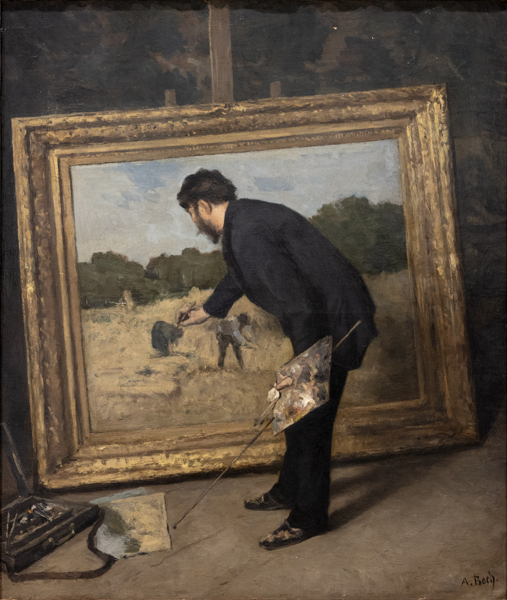